# Odisheim
Odisheim est une commune allemande de l'arrondissement de Cuxhaven, dans le land de Basse-Saxe.
En 2013, sa population était de 511 habitants.

## Source, notes et références
- (de) Cet article est partiellement ou en totalité issu de l’article de Wikipédia en allemand intitulé « Odisheim » (voir la liste des auteurs).